# The Neglected Wife

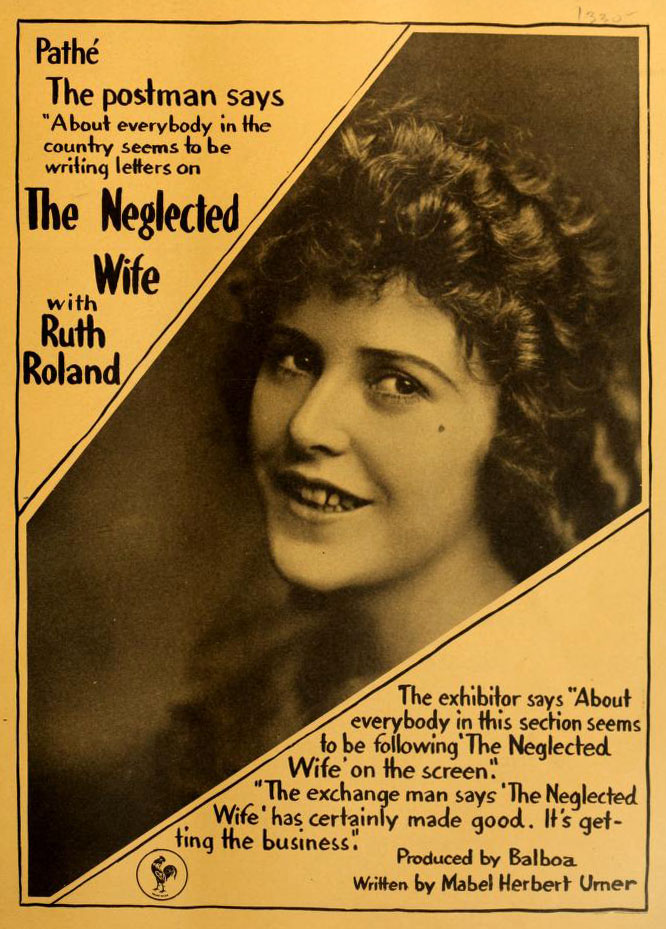
Cartaz do seriado, apresentando Ruth Roland.

The Neglected Wife é um seriado estadunidense de 1917, dirigido por William Bertram em 15 capítulos, categoria drama, estrelado por Ruth Roland e Roland Bottomley. Produzido pela Balboa Amusement Producing Company, foi distribuído pela Pathe Exchange, veiculando nos cinemas estadunidenses a partir de 13 de maio de 1917.
The Neglected Wife foi mais um melodrama social do que o habitual seriado cliffhanger típico da Pathé, que era sucesso na época.

## Elenco
- Ruth Roland - Margaret Warner
- Roland Bottomley - Horace Kennedy
- Corinne Grant - Mary Kennedy
- Neil Hardin - Edgar Doyle (creditado Neil C. Hardin)
- Philo McCullough - Frank Norwood
- Mollie McConnell

## Capítulos
1. The Woman Alone
2. Weakening
3. In the Crucible
4. Beyond Recall
5. The Crisis
6. On the Precipice
7. The Message on the Mirror
8. A Relentless Fate
9. Deepening degradation/ Drifting[3]
10. A Veiled Intrigue
11. A Reckless Indiscretion
12. Embittered Love
13. Revolting Pride
14. Desperation
15. The Right Path